# Panag
Panag (Panag Island) es una isla situada en Filipinas, adyacente a la de Mindanao. Administrativamente forma parte del barrio de Opong en el  término municipal de Taganaán perteneciente a  la provincia de Surigao del Norte situada en la Región Administrativa de Caraga, también denominada Región XIII.

## Geografía
Isla situada  13 km al este  de la ciudad de  Surigao; al sur del canal de Gutuán frente a la isla de Nonoc entre las islas de Cobetón, al oeste y de Maanoc y Lamagón al este. Al norte de la isla de Condoha.
Las islas de  Lamagón, Condoha  y Maanoc,   al igual que Panag forman el barrio de Opong.
Esta isla cierra la bahía de Panag (Panag Bay) que se abre al canal de Gutuán entre las islas de Lamagón y de Lapinig.